# Безрідні звірі (фільм)
«Безрідні звірі» (англ. Beasts of No Nation) — американський військово-драматичний фільм, знятий Кері Фукунагою за однойменним романом нігерійського та американського письменника Узодінми Івеали. Світова прем'єра стрічки відбулась 3 вересня 2015 року в головному конкурсі Венеційського кінофестивалю. Також фільм був продемонстрований на міжнародному кінофестивалі у Торонто в рамках Спеціальних показів.
Український переклад зробила студія Цікава ідея на замовлення Гуртом..

## У ролях
- Абрам Атта — Агу
- Емануель Афадзі — Дайк
- Ідріс Ельба — Командир
- Ейма К. Абебрезе — мати
- Кобіна Амісса-Сем — батько
- Еммануель Куей — Страйк
- Ріккі Аделяітор — констебль
- Френсіс Веддей — старший брат
- Фред Нії Амуджі — пастор
- Еммері Браун — дід
- Меттью Емпок Біггем — кореспондент BBC
- Курт Егіауан — помічник командира
- Вера Ньяркоа Антві — сестра

## Визнання
| Нагороди та номінації фільму «Безрідні звірі» | Нагороди та номінації фільму «Безрідні звірі» | Нагороди та номінації фільму «Безрідні звірі» | Нагороди та номінації фільму «Безрідні звірі» | Нагороди та номінації фільму «Безрідні звірі» | Нагороди та номінації фільму «Безрідні звірі» |
| Рік                                           | Кінопремія / Кінофестиваль                    | Категорія / Нагорода                          | Номінант                                      | Результат                                     |                                               |
| --------------------------------------------- | --------------------------------------------- | --------------------------------------------- | --------------------------------------------- | --------------------------------------------- | --------------------------------------------- |
| 2015                                          | Венеційський кінофестиваль                    | «Золотий лев» за найкращий фільм              | «Безрідні звірі»                              | Номінація                                     |                                               |
| 2015                                          | Венеційський кінофестиваль                    | Премія Марчелло Мастроянні                    | Абрам Атта                                    | Перемога                                      |                                               |
| 2015                                          | Венеційський кінофестиваль                    | Нагорода Green Drop                           | «Безрідні звірі»                              | Номінація                                     |                                               |
| 2015                                          | Венеційський кінофестиваль                    | Нагорода CICT-UNESCO Enrico Fulchignoni       | «Безрідні звірі»                              | Перемога                                      |                                               |
| 2015                                          | Лондонський міжнародний кінофестиваль         | Найкращий фільм                               | «Безрідні звірі»                              | Номінація                                     |                                               |
| 2015                                          | «Золотий глобус»                              | Найкраща чоловіча роль другого плану          | Абрам Атта                                    | Номінація                                     |                                               |
| 2015                                          | Національна рада кінокритиків США             | Акторський прорив року                        | Абрам Атта                                    | Перемога                                      |                                               |
| 2015                                          | Премія Гільдії кіноакторів США                | Найкращий акторський склад                    | Абрам Атта, Курт Егіауан, Ідріс Ельба         | Номінація                                     |                                               |
| 2015                                          | Премія Гільдії кіноакторів США                | Найкраща чоловіча роль другого плану          | Ідріс Ельба                                   | Перемога                                      |                                               |